# مرثیه (فیلم ۱۳۵۴)
مرثیه فیلمی ایرانی به کارگردانی و نویسندگی امیر نادری محصول سال ۱۳۵۴ است که در سال ۱۳۵۷ نمایش داده شد.

## خلاصه داستان
سیدنصرالله، که بیش از هشت سال از عمرش را در زندان گذرانده، پس از آزادی درمی یابد که جامعه او را نمی‌پذیرد…

## عوامل فیلم
- کارگردان: امیر نادری
- دستیار کارگردان: محمد مجاوری
- مشاور کارگردان: محمود اسدیان
- نویسنده: امیر نادری
- بازیگران:
- منوچهر احمدی
- رضا شاد
- محمود بصیری
- مریم
- افشید عظیم نژاد
- علی خان نار
- مرتضی امامی
- رضا یاقوتی
- غلام ژاپنی
- تهیه‌کننده:
- علی مرتضوی
- فیلمبردار:
- غلام رضا مجاوری
- کیومرث محمودی
- تدوین:
- موسی افشار
- آهنگساز:
- کامبیز روشن روان
- سرپرست گویندگان:
- فریدون نصرتی